# Wet van Liebig

De "ton van Liebig" vormt een illustratie van de wet

De wet van Liebig of wet van het minimum komt erop neer dat de opbrengst van een gewas wordt bepaald door de voedingsstof die relatief het minste aanwezig is. Deze voedingsstof heet dan "limiterend". Dit is een bijzonder geval van een beperkende factor.
In 1840 publiceerde Justus von Liebig het boek "Organische chemie en de toepassing in landbouw en fysiologie" waarin hij de zouten opsomt, die een plant als voeding nodig zou hebben. Deze zouten moesten volgens hem in de juiste verhouding aanwezig zijn. De grootte van de oogst wordt bepaald, door dat element dat t.o.v. de andere noodzakelijke elementen maar minimaal aanwezig is. De opbrengst (groei) hangt af van de bouwstof die er het minst aanwezig is. Onafhankelijk van de hoeveelheid van alle andere stoffen bepaalt die ene bouwstof dan de maximale groeisnelheid. De groeisnelheid is dus maximaal als ten minste aan alle groeifactoren voldaan wordt. Als er dus één bouwstof ontbreekt, bijvoorbeeld fosfaat (PO43–) of stikstof (NO3–), dan kan de plant slechts zo snel groeien als die bouwstof toelaat.